# Club Teniente Fariña (Guarambaré)
El Club Teniente Fariña es un club de fútbol de Paraguay de la ciudad  de Guarambaré, Departamento Central. Fue fundado el 8 de abril de 1918, está afiliado a la UFI, compite en la Liga Central de Deportes  y en el 2018 clasificó a la fase nacional de la Copa Paraguay.

## Historia
Lleva su nombre en honor al marino caacupeño héroe de la  Guerra de la Triple Alianza Teniente  José María Fariña. Afiliado a la UFI, compite en la Liga Central de Deportes, siendo uno de los fundadores de dicha entidad y a lo largo de los años consagrándose campeón en 12 ocasiones, de estos títulos en 4 oportunidades el logro lo alcanzó de forma invicta (1983, 1990, 2006 y 2017).
En el 2018 participó de la Supercopa de Campeones de Central, la cual conquistó y con este título además accedió como representante del Departamento Central a la Zona 6 del clasificatorio de la UFI para la Copa Paraguay.

### Acceso a la Copa Paraguay 2018
En abril de 2018 compitió con el club 15 de Mayo de Misiones y el Capitán Bado de Pilar la fase clasificatoria de la Copa Paraguay 2018, derrotando al primero por 2 a 1 en calidad de visitante y empatando sin goles de local con el conjunto pilarense, estos resultados lo confirmaron como ganador de la Zona 6 y clasificar a la fase nacional de la Copa Paraguay 2018, en cuya primera fase enfrentó al club Deportivo Capiatá de la División Intermedia, y pedió por un 1-3.

## Estadio
Hace de local en el Estadio Alicio Molina, ubicado en la ciudad  de Guarambaré, donde también se encuentra su sede social. Cuenta con una capacidad aproximada para 4000 espectadores. 

## Datos del Club
- Títulos Regionales: Liga Central de Deportes: 12 (1977, 1983, 1989, 1990, 1991, 1992, 1996, 1998, 2003, 2006, 2011, 2017, 2019).
- Participaciones en Copa Paraguay: 1 (2018).